# Massacre de Marzabotto
La Massacre de Marzabotto  va ser una matança ocorreguda a la Segona Guerra Mundial al petit poble de Marzabotto al sud de Bolonya. La massacre va ser duta a terme per les Waffen SS contra la població civil entre el 29 de setembre i el 5 d'octubre de 1944 en represàlia pel suport als partisans de la resistència italiana.
Soldats de la 16a Divisió Panzergrenadier Reichsführer-SS comandada pel major Walter Reder van assassinar centenars de persones en Marzabotto i en les localitats pròximes de Grizzana Morandi i Monzuno, les quals es troben en l'àrea del massís de Muntanya Sole (en els Apenins, província de Bolonya).
Durant anys hi ha hagut controvèrsia sobre el nombre de víctimes d'aquesta matança: algunes fonts parlen de 1.830 morts, altres xifren els morts en 770. Entre les víctimes hi va haver menors, majors de 60 anys, dones i 5 sacerdots catòlics.

## Judici del 2007
El gener del 2007, 10 dels 17 presumptes ex-membres de les SS van ser trobats culpables in absentia per un tribunal militar italià, al nord de la ciutat italiana de La Spezia, on van ser condemnats a cadena perpètua de la massacre. Els mitjans de comunicació italians van informar que a tots ells també se'ls va ordenar pagar al voltant de 100 milions de dòlars als supervivents i familiars de les víctimes. Set sospitosos van ser absolts.